# Habrocestum formosum
Habrocestum formosum là một loài nhện trong họ Salticidae.
Loài này thuộc chi Habrocestum. Habrocestum formosum được Wanda Wesołowska miêu tả năm 2000.